# خوان سيسكوماني
```
 
```

خوان غوادالوبي سيسكوماني الثالث (مواليد 31 أغسطس 1982 في هيرموسيلو بالمكسيك) هو سياسي أمريكي مكسيكي يشغل منصب ممثل الولايات المتحدة في اريزونا منذ عام 2023.
عمل سابقًا كمستشار كبير للحاكم السابق دوج دوسي، بينما كان يشغل أيضًا منصب نائب رئيس لجنة أريزونا للمكسيك . تم اختيار سيسكوماني لتقديم الرد الجمهوري على حالة خطاب اللإتحاد العام باللغة الإسبانية .
ولد سيسكوماني في هيرموسيلو، سونورا، المكسيك ونشأ في توكسون، أريزونا. التحق بكلية مجتمع بيما وجامعة أريزونا، ليصبح أول فرد في عائلته يتخرج من الكلية. بعد تخرجه، عمل في جامعة أريزونا كأخصائي تطوير البرامج.